# Santa Bárbara, Huehuetenango
Santa Bárbara är en kommunhuvudort i Guatemala.   Den ligger i kommunen Municipio de Santa Bárbara och departementet Departamento de Huehuetenango, i den västra delen av landet, 140 km nordväst om huvudstaden Guatemala City. Santa Bárbara ligger 2 308 meter över havet och antalet invånare är 888.
Terrängen runt Santa Bárbara är huvudsakligen kuperad, men västerut är den bergig. Santa Bárbara ligger uppe på en höjd. Runt Santa Bárbara är det ganska tätbefolkat, med 93 invånare per kvadratkilometer. Närmaste större samhälle är Huehuetenango, 15,6 km öster om Santa Bárbara. I omgivningarna runt Santa Bárbara växer huvudsakligen savannskog.